# 菊地定夫
菊地 定夫（きくち さだお、1933年7月24日 - 2001年12月10日）は、ノルディックスキージャンプの選手、指導者。

## 経歴・人物
北海道小樽市出身。小樽緑陵高校（現在の小樽商業高校）から明治大学を卒業後クロバー乳業に入社、会社合併により雪印乳業に移った。
昭和30年代が全盛期でオリンピックには1960年スコーバレー大会、1964年インスブルック大会に二回連続で出場、インスブルック大会では日本選手団の旗手を務めた。
1961年-1962年のシーズンには出場13試合中12試合で優勝、2位1試合のシーズンセミパーフェクトを達成した（皮肉にも唯一勝利を逃したのは自社主催の雪印杯であった）。
1963年2月22日大倉山シャンツェで行われた第2回STVカップ国際スキージャンプ競技大会で1本目に102.0メートルを飛び、日本初の100mジャンパーとなった。大倉山シャンツェでのバッケンレコード（ジャンプ台最長不倒記録）は1964年（昭和39年）の103.5mが最長。当時としては誰よりも深い前傾で飛距離を伸ばすジャンプで、冬には常に子供たちの話題の中心になったほどの名選手であった。
その後、雪印の監督を長く務めるなど後進の指導に尽し、1972年札幌オリンピック当時は全日本スキー連盟ジャンプ部門強化委員長を務め、笠谷幸生、金野昭次、青地清二らによる70m級メダル独占の原動力となった。
2001年12月10日、心筋梗塞のため死去した。68歳没。

## 主な成績
- オリンピック
  - 1960年 スコーバレーオリンピック個人15位
  - 1964年 インスブルックオリンピック70m級26位、90m級47位
- ノルディックスキー世界選手権スキージャンプ競技
  - 1958年 ラハティ（フィンランド）個人30位
- 全日本スキー選手権大会ノルディックスキー・スペシャルジャンプ
  - 第40回大会 - 80m級優勝（1962年2月18日）、60m級優勝（2月19日）
  - 第41回大会 - 60m級優勝（1963年2月24日）
  - 第42回大会 - 60m級優勝（1964年2月22日）
- ホルメンコーレンスキー大会（オスロ）最高4位
- 1962年の国内13戦12勝
  - 1月14日（日） - 第8回森永杯争奪ジャンプ大会優勝
  - 1月15日（月） - 第3回雪印杯全日本ジャンプ大会 2位
  - 1月22日（月） - 秩父宮両殿下賜杯第10回全日本選抜スキー大会 優勝
  - 2月4日（日） - 第17回北海道スキー選手権大会兼国体予選兼全日本選手権予選 優勝
  - 2月13日（火） - 第1回STVカップ国際スキージャンプ競技大会 優勝
  - 2月18日（日） - 第40回全日本スキー選手権大会（80メートル級） 優勝
  - 2月19日（月） - 第40回全日本スキー選手権大会（60メートル級） 優勝
  - 2月20日（火） - 第3回NHK杯ジャンプ大会 優勝
  - 2月21日（水） - 第2回秋野杯ジャンプ大会 優勝
  - 2月25日（日） - 第17回国民体育大会冬季大会 優勝
  - 3月1日（木） - 第8回北海道新聞杯争奪全道ジャンプ大会 優勝
  - 3月2日（金） - 第4回HBCカップジャンプ競技会 優勝
  - 3月4日（日） - 第33回宮様スキー大会純ジャンプ 優勝